# 山崎麵包
山崎麵包是一間日資麵飽鋪，自製麵飽和西餅等，一條龍經營。其日本總公司創業於1948年3月9日的日本市川市，現在總部在東京，是日本三大麵包企業之一。
1981年山崎到香港銅鑼灣三越百貨開設了第一間麵飽鋪（該分店於1988年改名為聖雅多—Saint Etoile），經過了40多年的經營，現時山崎在香港已擁有一座龐大的中央廠房以及分店遍佈港九新界多個地方，並僱用了超過500個員工，在香港有51間分鋪。1987年4月日本山崎在台北市設立台灣山崎股份有限公司，同年11月於台北市崇光百貨開店，為台灣第一家山崎麵包專門店。2000年在新北市板橋區的板橋車站開設第一家複合式咖啡店。現在，山崎麵包在亞洲不少大城市都有分店，包括馬來西亞、新加坡和泰國等。
2016年6月日本山崎麵包旗下子公司山崎納貝斯克（東京）和美國食物業巨頭億滋國際公司之間的技術及商標使用協議到期。山崎麵包從9月1日起將「山崎納貝斯克」的商標改為「山崎餅乾」（YBC）。

## 主要品牌及資產
- 不二家  （斥資150億日幣（約10.2億港幣）收購35%股份）
- 31冰淇淋  （43.28%股份）
- 東鳩  （2006年7月3日斥資182億日幣收購95%股份）
- Daily Yamazaki（日语：デイリーヤマザキ）：便利店
- 山崎餅乾：YBC（80%股份）原名，山崎納貝斯克
- VIE DE FRANCE：麵包店
- 日清製粉（5.58%股份）

## 溴酸鉀問題
1992年聯合國糧食及農業組織（FAO）和世界衛生組織（WHO）的聯合組織國際食品法典委員會公布溴酸鉀的致癌性，日本厚生省要求山崎麵包產品避免使用溴酸鉀溶液，該公司遵從政府指示。
由於定量分析技術提升，2003年厚生勞動省公布新的公定檢測法，得知遵守正常麵包製造工程所烘烤出來的麵包，不會驗出溴酸鉀，於是山崎麵包2004年開始溴酸鉀溶液生產販售商品。
食品添加物聯合專家委員會（Joint FAO/WHO Expert Committee on Food Additives，JECFA）表示「溴酸鉀不適合利用為小麥處理劑」，和1992年與1995年的會議意見一樣。

## 歴代CM出演
- スージー・ポーマン
- 斉藤慶子
- 山口智子（1989年- 1993年）
- 中村あずさ
- 小達敏昭
- 榮倉奈々
- 池田竜治
- 多部未華子
- 入山法子
- 久住小春
- 小島藤子
- 新川優愛
- 剛力彩芽

## 圖集
- 基隆車站分店
- 惠庭市的工廠
- 山崎貨車
- 山崎自動販賣機
- 香港銅鑼灣皇室堡分店

## 分店

### 臺灣
| 分店       | 電話         | 地址                                                    |
| ---------- | ------------ | ------------------------------------------------------- |
| 基隆店     | (02)24285191 | 基隆市港西街5號(基隆火車站)                             |
| 站前店     | (02)23112308 | 台北市忠孝西路一段49號B1樓                              |
| 重慶店     | (02)23898766 | 台北市中正區重慶南路一段86號                            |
| 台大店     | (02)23926160 | 台北市中正區中山南路7號B1樓(台大醫院)                   |
| 台北101店  | (02)81017858 | 台北市信義區市府路45號B1 (台北101)                      |
| 內湖店     | (02)27967235 | 台北市內湖區民善街88號(家樂福1F)                        |
| 內湖成功店 | (02)27931298 | 台北市內湖區成功路四段62號                              |
| 三總店     | (02)87918059 | 台北市內湖區成功路二段325號B1                           |
| 南港店     | (02)26529203 | 台北市南港區忠孝東路七段369號A棟1F (南港CityLink)       |
| 台北中山店 | (02)25119807 | 台北市大同區長安西路52-1號B1(台北捷運中山地下街)        |
| 中山店     | (02)25222781 | 台北市大同區長安西路52-1號B1(中山捷運地下街)            |
| 萬芳店     | (02)29301125 | 台北市文山區興隆路三段100號                             |
| 新莊佳瑪店 | (02)29965427 | 新北市新莊區幸福路750號1樓                              |
| 雙和店     | (02)82315250 | 新北市永和區中山路1段238號                              |
| 汐科店     | (02)26971130 | 新北市汐止區新台五路一段99號(遠雄購物中心B1)            |
| 淡水店     | (02)86319038 | 新北市淡水區中正路1號(淡水捷運站-出站右轉)              |
| 台茂店     | (03)3213903  | 桃園市蘆竹區南崁路一段112號5F (台茂購物中心)            |
| 湳雅店     | (03)5311696  | 新竹市北區湳雅街91-2號1F(大魯閣湳雅廣場)                |
| 學士店     | (04)22070926 | 台中市學士路95號                                        |
| 五權店     | (04)22342842 | 台中市學士路2號B1F(中國醫藥大學附設醫院-急重症中心大樓) |
| 烏日店     | (04)36019631 | 台中市烏日區站區二路8號2樓(高鐵台中站)                  |
| 豐原店     | (04)25291239 | 台中市豐原區復興路2號(太平洋百貨B1)                     |
| 嘉義三越店 | (05)2275132  | 嘉義市垂楊路726號B1樓                                   |
| 成功店     | (06)2751933  | 台南市前鋒路210號B2 (台南遠百成功店)                    |
| 大統店     | (07)2255291  | 高雄市和平一路218號(大統百貨B1)                         |
| 大立店     | (07)2414721  | 高雄市五福三路59號B1樓                                  |
| 大樂店     | (07)3927502  | 高雄市三民區民族一路463號(大樂量販店1樓)                |
| 草衙店     | (07)7915110  | 高雄市前鎮區中安路1之1號3F (SKM Park)                   |
| 屏東店     | (08)7662546  | 屏東縣屏東市中正路72號(太平洋百貨B1)                    |

## 外部連結
- 山崎麵包（日本）（山崎製パン株式会社/Yamazaki Baking Co., Ltd.） （页面存档备份，存于） （日語）
- 山崎製パン＠商品情報発信中的X（前Twitter）